# Jakub Błaszczykowski
Jakub Błaszczykowski (Truskolasy, Polonia, 14 de diciembre de 1985) es un exfutbolista internacional polaco que jugaba de centrocampista.
Debutó de manera profesional a corta edad con el Wisła Cracovia, siendo traspasado en 2007 al Borussia Dortmund de Alemania, donde pasaría la mayor parte de su carrera y conquistaría dos Bundesligas, dos Supercopas y una Copa de Alemania.
Fue nombrado dos veces Futbolista del año en Polonia en 2008 y 2010, siendo junto a Robert Lewandowski uno de los jugadores con mayor número de encuentros disputados con la selección absoluta de Polonia, con un total de 109 apariciones. Ejerció de capitán de la selección en la Eurocopa 2012 realizada en Polonia y Ucrania, y participó igualmente en la Eurocopa 2016 y en la Copa Mundial de Fútbol de 2018.

## Trayectoria

### Polonia
Błaszczykowski empezó haciendo fútbol profesional en un equipo de Częstochowa, donde permaneció hasta principios de 2005, a excepción de la temporada 2002-03 en la que militó en el Górnik Zabrze. Luego jugó en el Wisła Cracovia. En este club debutó el 20 de marzo de 2005. Esa misma temporada ayudó a su equipo a proclamarse campeón de Liga. Un año después fue subcampeón de la Ekstraklasa, pero fue elegido mejor centrocampista de Polonia. En total ha disputado 51 partidos con el Wisła Cracovia y ha marcado 3 goles.

### Borussia Dortmund
En 2007 fichó el Borussia Dortmund alemán. Marcó su primer gol en liga el 4 de agosto de 20012 contra el Eintracht Fráncfort, partido que acabó empate a uno. Ese mismo año logra llegar a la final de la Copa de Alemania, aunque su equipo no se llevó el trofeo al perder contra el Bayern de Múnich. En 2009 fue elegido mejor jugador del Borussia Dortmund de la temporada.
En la temporada 2010-11 consiguió ganar la liga, algo que consiguió repetir en la temporada 2011-12, consiguiendo además la Copa de Alemania esa misma campaña.
En 2013 el club llegó a la segunda final de la Liga de Campeones de la UEFA de su historia, pero cayó derrotado ante el Bayern de Múnich por 1-2.
A Błaszczykowski se le conocía como Kuba, el diminutivo polaco de Jakub. Llevaba su apodo escrito en su camiseta debido, en parte, a que su apellido Błaszczykowski es demasiado largo.

## Selección nacional

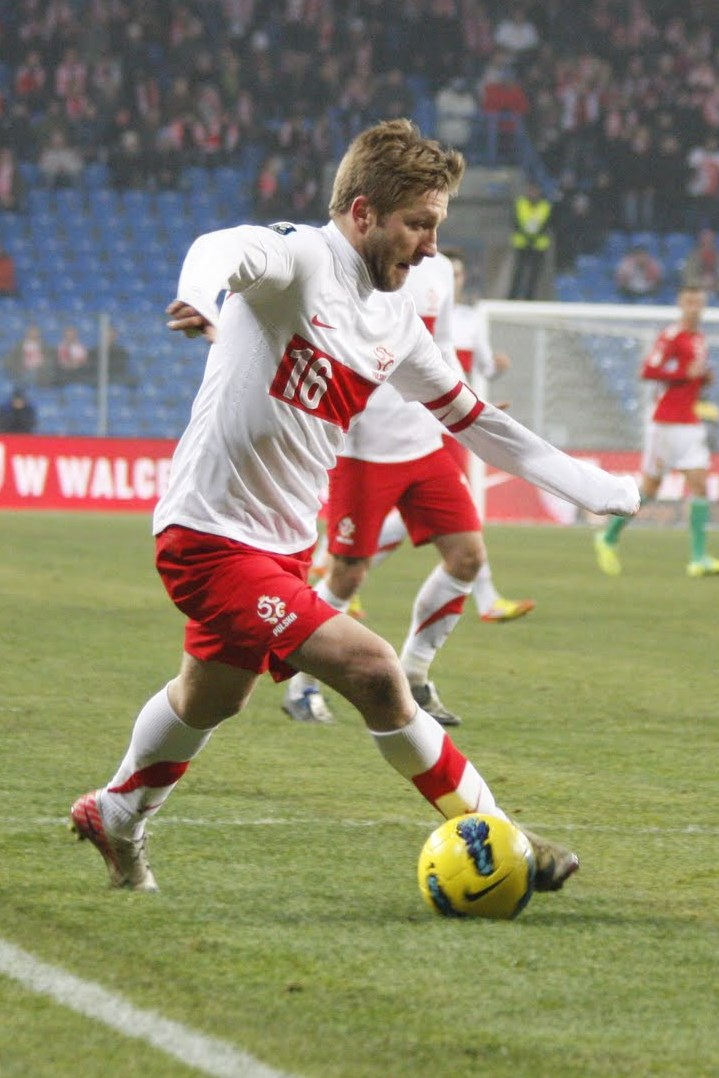
Jakub Błaszczykowski.

Fue internacional con la selección de Polonia en 109 ocasiones. Su debut como internacional se produjo el 6 de diciembre de 2005 en un partido amistoso contra Arabia Saudita. Anotó su primer tanto con la camiseta nacional el 22 de agosto de 2007 contra Rusia.
Fue uno de los 23 elegidos para formar parte del combinado nacional en la Eurocopa de Austria y Suiza de 2008, pero debido a una lesión de última hora fue sustituido por Łukasz Piszczek. El 17 de noviembre de 2010 se convierte en el capitán de su selección. El 12 de junio de 2012 anotó un gol decisivo ante la selección de fútbol de Rusia durante el segundo partido de la fase de grupos de la Eurocopa de Polonia y Ucrania. El partido acabó 1 a 1. Se metió en el bolsillo a 40 millones de polacos con su celestial zambombazo que evitó la humillación de caer en casa ante Rusia y, de paso, alimentó seriamente las esperanzas del combinado dirigido por Franciszek Smuda de asaltar los cuartos de final de una gran competición. Sin embargo, Polonia perdió el último partido contra la República Checa, y por ello quedó eliminada de la Eurocopa en primera ronda.
El 16 de junio de 2023 disputó su último encuentro con la selección en un amistoso ante Alemania. Salió de titular y fue sustituido en el minuto 16, coincidiendo con el dorsal que llevó en su etapa como internacional.

### Participaciones en Copas Mundiales
| Mundial                        | Sede  | Resultado    |
| ------------------------------ | ----- | ------------ |
| Copa Mundial de Fútbol de 2018 | Rusia | Primera fase |

### Participaciones en Eurocopas
| Eurocopa      | Sede              | Resultado        |
| ------------- | ----------------- | ---------------- |
| Eurocopa 2012 | Polonia · Ucrania | Primera fase     |
| Eurocopa 2016 | Francia           | Cuartos de final |

## Clubes
| Club                    | País     | Año       | Partidos | Goles |
| ----------------------- | -------- | --------- | -------- | ----- |
| KS Częstochowa          | Polonia  | 2003-2004 | 24       | 11    |
| Wisła Cracovia          | Polonia  | 2005-2007 | 67       | 5     |
| Borussia Dortmund       | Alemania | 2007-2016 | 252      | 32    |
| ACF Fiorentina (cedido) | Italia   | 2015-2016 | 20       | 2     |
| VfL Wolfsburgo          | Alemania | 2016-2019 | 45       | 1     |
| Wisła Cracovia          | Polonia  | 2019-2023 | 50       | 16    |

- Actualizado al último partido jugado en su carrera deportiva.

## Palmarés

### Títulos nacionales
| Título                | Club              | País     | Año  |
| --------------------- | ----------------- | -------- | ---- |
| Ekstraklasa           | Wisła Cracovia    | Polonia  | 2005 |
| Supercopa de Alemania | Borussia Dortmund | Alemania | 2008 |
| 1. Bundesliga         | Borussia Dortmund | Alemania | 2011 |
| 1. Bundesliga         | Borussia Dortmund | Alemania | 2012 |
| Copa de Alemania      | Borussia Dortmund | Alemania | 2012 |
| Supercopa de Alemania | Borussia Dortmund | Alemania | 2013 |
| Supercopa de Alemania | Borussia Dortmund | Alemania | 2014 |

## Vida privada
Cuando tenía 11 años, Jakub y su hermano fueron testigos de cómo su padre asesinaba a puñaladas a su madre tras una fuerte discusión. Por el homicidio el padre fue condenado a 15 años de cárcel y a pesar de salir en libertad, una vez cumplida la condena, nunca volvió a tener relación con Jakub o su hermano, quienes sólo estuvieron cerca suyo el día de su funeral.
Błaszczykowski se casó con Agata Gołaszewska en junio de 2010. Su primera hija, Oliwia, nació en 2011 y su segunda hija, Lena, nació en 2014. Jakub es abiertamente católico.